# Триплатинадииндий
Триплатинадииндий — бинарное неорганическое соединение
платины и индия
с формулой In2Pt3,
кристаллы.

## Получение
- Сплавление стехиометрических количеств чистых веществ:

{\displaystyle {\mathsf {3Pt+2In\ {\xrightarrow {1160^{o}C}}\ In_{2}Pt_{3}}}}

## Физические свойства
Триплатинадииндий образует кристаллы
гексагональной сингонии,
пространственная группа P 63/mmc,
параметры ячейки a = 0,435 нм, c = 0,555 нм, Z = 1,
структура типа арсенида никеля NiAs.
При температуре 550 °С происходит переход в фазу
тригональной сингонии,
пространственная группа P 31c,
параметры ячейки a = 0,5573 нм, c = 1,3657 нм, Z = 4,
структура типа триплатинадиталлия Pt3Tl2.
.
Соединение образуется по перитектической реакции при температуре 1160°С,
а в интервале температур 550÷840°С кристаллы находятся в метастабильном состоянии.